# Joseph Netzer
Joseph Netzer (Martelange, 20 februari 1826 - Aarlen, 21 juni 1901) was burgemeester van Aarlen van 1880 tot 1901. Hij was gehuwd met Élisabeth Delrez en de vader van 6 kinderen:
- Camille Netzer (1854-1909), procureur des konings van Aarlen
- Marie Nathalie Netzer
- Jules Netzer (1861-1946), advocaat in Aarlen
- Valérie Netzer
- Charles Netzer
- Victor Netzer (1868-1937), vicepresident te Luik

Tijdens zijn ambtstermijn werd het stadhuis aan de Rue Paul Reuter grondig gerenoveerd. Het was ontworpen door de toenmalig zeer jonge architect Albert-Jean-Baptiste Jamot en diende van 1843 tot 1896 als school en internaat. Op de 29e september 1898 heeft Netzer voor de eerste maal de gemeenteraad voorgezeten in het nieuwe stadhuis.
Er werd een straat in Aarlen naar hem vernoemd.
Hij werd begraven op het joodse gedeelte van de begraafplaats van Aarlen.